# Emilio Viader
Emilio Viader Solé (Barcelona, 1872 - Palma de Mallorca, 1943) fue un ingeniero español. Ocupó el cargo de director técnico de las Salinas de Cardona durante la primera década del siglo XX y el principal artífice del descubrimiento de la cuenca potásica catalana, en 1912.

## Biografía
Obtuvo el título de ingeniero industrial por la Escuela de Ingenieros Industriales de Barcelona, el 1900 se convirtió en administrador de las salinas de Cardona. El 1911, un año antes del descubrimiento de la potasa en Suria, se asoció con René Macary para formar la sociedad Macary y Viader. A finales de 1912, Macary y Viader demostraron que las sales que se extraían de un pozo minero abierto en Suria eran potásicas, y se convirtió en el primer yacimiento de potasa descubierto en toda España.
Un hombre avanzado a su tiempo que quiso industrializar una explotación anclada en el pasado mediante su conexión ferroviaria con Barcelona y Seo de Urgel, la construcción de plantas de sosa por el aprovechamiento de las sales de rechazo y, en especial, la investigación de las sales potásicas.
Emilio Viader y René Macary fueron nombrados hijos adoptivos de Suria el 2012 por ser los descubridores de la potasa.